# Svojšice, Kolín
Svojšice là một làng thuộc huyện Kolín, vùng Středočeský, Cộng hòa Séc.